# Soufyan Ahannach
Soufyan Ahannach (Amsterdã, 9 de setembro de 1995) é um futebolista profissional marroquino que atua como meia.

## Carreira
Soufyan Ahannach começou a carreira no Almere City.